# 五条為功
五条 為功（五條 爲功、ごじょう ためこと、 1873年（明治6年）10月15日 - 1927年（昭和2年）10月25日）は、明治後期から昭和初期の政治家、華族。貴族院子爵議員。幼名・功之助。

## 経歴
京都で子爵・五条為栄の五男として生まれる。父の死去に伴い、1897年（明治30年）9月14日、子爵を襲爵した。京都下京区七本松に居住した。
1918年（大正7年）1月12日、貴族院子爵議員補欠選挙に当選し、研究会に所属して活動し、死去するまで在任した。その他、日本郵船、原田汽船に社員として勤めた。

## 著作
閲
- 常陸山谷右エ門『相撲大鑑』文運社、1909年。

## 親族
- 長男 五条為正（子爵）[1]